# Thripadectes holostictus
Thripadectes holostictus е вид птица от семейство Furnariidae. Видът е незастрашен от изчезване.

## Разпространение
Разпространен е в Боливия, Колумбия, Еквадор, Перу и Венецуела.